# Хто в домі хазяїн?
«Хто в домі хазяїн?» (англ. Jumping the Broom) — романтична кінокомедія Саліма Акила 2011 року. Компанія TriStar Pictures почала прокат фільму в США 6 травня 2011 року, а 9 серпня 2011 фільм вийшов у світі на DVD і Blu-ray.
Назва фільму Jumping the Broom дослівно перекладається як «стрибання через мітлу» (Jumping the broom) та описує традицію афроамериканської спільноти — перестрибування через церемоніальну мітлу нареченим і нареченою після одруження (аналог українського «стати на весільний рушник»).

## Сюжет
У любові буває безліч випробувань. Весілля — перший день нового сімейного життя для люблячих одне одного людей, але саме воно стає першим каменем спотикання для закоханих Сабріни (Паула Петтон) і Джейсона (Лаз Алонсо). Вони планують зіграти весілля настільки блискавично, попри те що наречена навіть не знайома з мамою нареченого — Пем (Лоретта Дівайн). Конфлікт виникає на тлі протистояння класів: багатих і бідних, до яких належать сім'ї нареченої (Вотсони) і нареченого (Тейлори), відповідно.

## Акторський склад
- Паула Паттон — Сабріна Вотсон
- Лаз Алонсо — Джейсон Тейлор
- Анджела Бассетт — Клодін Вотсон, мама Сабріни
- Лоретта Дівайн — Пем Тейлор, мама Джейсона
- Міган Гуд — Блайт, подруга Сабріни
- Таша Сміт — Шонда, подруга Пем
- Майк Еппс — Віллі Ерл Тейлор, дядько Джейсона
- Дерей Дейвіс — Малколм, кузен Джейсона
- Пуч Голл — Ріккі, боярин Джейсона
- Валері Петтіфорд — тітка Женева
- Тіайрра Монро — Кілс
- Гері Дурдан — шеф-кухар Мак-Кенна
- Джулі Бовен — Емі, розпорядниця весілля
- Ромео Міллер — Себастьян, кузен Сабріни
- Ейджа Терода — актриса
- Браян Стоукс Мітчелл — Грег Вотсон, батько Сабріни
- Ті Ді Джейкс — його превелебність Джеймс
- Теніка Дейвіс — Лорен

## Саундтреки
- Love Fell On Me (Jason & Sabrina's Theme) — Shelea Frazier
- La vie en rose — Louis Armstrong (Луї Армстронг)
- Simply Beautiful — Al Green (Ел Грін)
- How Can You Love Me (Proposal Version) — El DeBarge
- Magic — Robin Thicke
- Mr. Forever — JoiStaRR
- Bridge Over Troubled Water — Aretha Franklin (Арета Франклін)
- Overnight — Gonzales (Гонсалес)
- Cupid Shuffle (JTB Remix) — Cupid
- The Makings of You — Curtis Mayfield (Кертіс Мейфілд)
- Wedding Preparations — Ed Shearmur (Едвард Шермур)
- You Worry Too Much — Ed Shearmur
- A Ladder At the Window — Ed Shearmur
- A Little Tease — Ed Shearmur
- A Walk On the Beach — Ed Shearmur
- Biscuits and Gravy — Ed Shearmur
- Family Ties — Ed Shearmur
- Mocha — Ed Shearmur
- Meeting the Taylors — Ed Shearmur
- Kitchen Encounter — Ed Shearmur
- Bad Timing — Ed Shearmur
- Strike Three — Ed Shearmur
- Mr. Watson's Toast — Ed Shearmur
- A Secret Overhead — Ed Shearmur
- Hot In the Kitchen — Ed Shearmur
- Pre Wedding Jitters — Ed Shearmur
- Oysters — Ed Shearmur
- Sabrina Learns the Truth — Ed Shearmur
- The Aftermath — Ed Shearmur
- Jason On the Bridge — Ed Shearmur
- Sabrina On the Run — Ed Shearmur
- Jumping the Broom — Ed Shearmur
- Kiss and Make Up — Ed Shearmur